# Synchlora louisa
Synchlora louisa är en fjärilsart som beskrevs av George Duryea Hulst 1898. Synchlora louisa ingår i släktet Synchlora och familjen mätare. Inga underarter finns listade i Catalogue of Life.